# Grütter (Unternehmen)
Grütter ist der Name einer im 19. Jahrhundert in Hannover gegründeten Druckerei und eines später angeschlossenen Verlages, die Anfang des 21. Jahrhunderts von der Schlüterschen Verlagsgesellschaft übernommen wurden.

## Geschichte
Das Unternehmen wurde am 1. April 1893 ursprünglich von Josef Grütter († 5. Januar 1898) als Buchdruckerei im damaligen Gebäude Bahnhofstraße 10 gegründet. Nur fünf Jahre später übersiedelte die Firma 1898 auf die größeren, betriebseigenen Grundstücke Köblingerstraße 49 und Marktstraße 12 in der Altstadt von Hannover, um von dort Drucksachen für den Handel, die Industrie und Privatpersonen herzustellen. Deutschlandweit war das Unternehmen, das sich vor allem auf den Formulardruck für die Eisenbahn und die Post spezialisiert hatte, bald bekannt geworden durch die im Haus gedruckten Grütter’s Postpaket-Versand-Blocks. Letzterer war „nach dem Vierer-System zum Durchschreiben“ mit einer D.R.G.M.-Nummer geschützt.
Als zur Zeit des Ersten Weltkrieges der Firmengründer starb, führte seine Witwe Christine, geborene Köneke, als alleinige Inhaberin des Unternehmens unter der Wort-Bild-Marke JB in Form eines Stempels fort mithilfe ihrer beiden Prokuristen Leopold Franke und Louis Klage.
Zur Zeit des Nationalsozialismus wurden die Gebäude der Druckerei durch die Luftangriffe auf Hannover während des Zweiten Weltkrieges zerstört, doch konnte später ein „bescheidener Wiederbeginn“ in der Ferdinandstraße gestartet werden. Nach Umzug in die Kleine Düwelstraße übersiedelte das Unternehmen 1965 in einen Neubau in Empelde.
1978 begründete Grütter mit der hannoverschen „Lifestyle-Zeitschrift“ Nobilis einen eigenen Verlag, druckte aber auch etwa 1981 für das damalige Kunstmuseum mit Sammlung Sprengel für die Ausstellung von Werken des Malers Marc Chagall einen aufwendigen Kunstkatalog. Mehr und mehr war das Produktportfolio der Druckerei und des Verlages ausgeweitet worden. Unter der Devise „Alles aus einer Hand“ wurden bald Etiketten gedruckt, Prospekte, Kalender, Geschäftsberichte, Bücher und im eigenen Verlag zuletzt 14 Zeitschriften-Titel, darunter beispielsweise das Hannover-Journal. Satz, Herstellung von Farbbildern, Druck und Weiterverarbeitung sowie der Versand erfolgte „stets mit [den] neuesten Maschinen“, die entsprechend hohe Investitionen voraussetzten. Die hohen Beschaffungskosten waren dann eine der Schwierigkeiten, zu der ab dem Jahr 2001 die sinkenden Aufträge hinzukamen. So musste Grütter 2004 schließlich Insolvenz anmelden, die auch den angegliederten Verlag mitriss. Sowohl die Druckerei als auch der Verlag, die laut dem Adressbuch des Deutschen Buchhandels von 2014 zuletzt als Druckerei Grütter GmbH & Co. KG firmierten, wurden in der Folge inklusive der Zeitschrift Nobilis durch die Schlütersche Verlagsgesellschaft übernommen.